# 마쓰다이라 요리아키라
마쓰다이라 요리아키라(일본어: 松平頼亮, 1744년 5월 18일 ~ 1801년 10월 15일)는 일본 에도 시대의 다이묘로, 모리야마번의 제3대 번주이다. 관위는 종4위하, 다이가쿠노카미, 시종이다.
모리야마 번의 2대 번주 마쓰다이라 요리히로의 셋째 아들로 태어났다. 적자였던 형 요리아쓰가 일찍 사망하자 그 뒤를 이어 후계자가 되었다. 1763년, 아버지가 사망하자 번주직을 계승하였고, 1801년에 사망하면서 둘째 아들 요리요시가 그 뒤를 이었다.
| 전임 마쓰다이라 요리히로 | 제3대 모리야마번 번주 1763년 ~ 1801년 | 후임 마쓰다이라 요리요시 |